# Ракошичи (Узденский район)
Ракошичи (бел. Рака́шычы) — деревня в Узденском районе Минской области Белоруссии. В составе Неманского сельсовета. Расположена в 11 км от остановочного пункта Энергетик, в 10 км от Узды, и в 56 км от Минска.

## География
Через деревню пролегает дорога Н8571.
Ближайшие населённые пункты Здоровец, Сокольщина, Литвяны и др.

### Гидрография
Расположено Ракошичское озеро.

## История

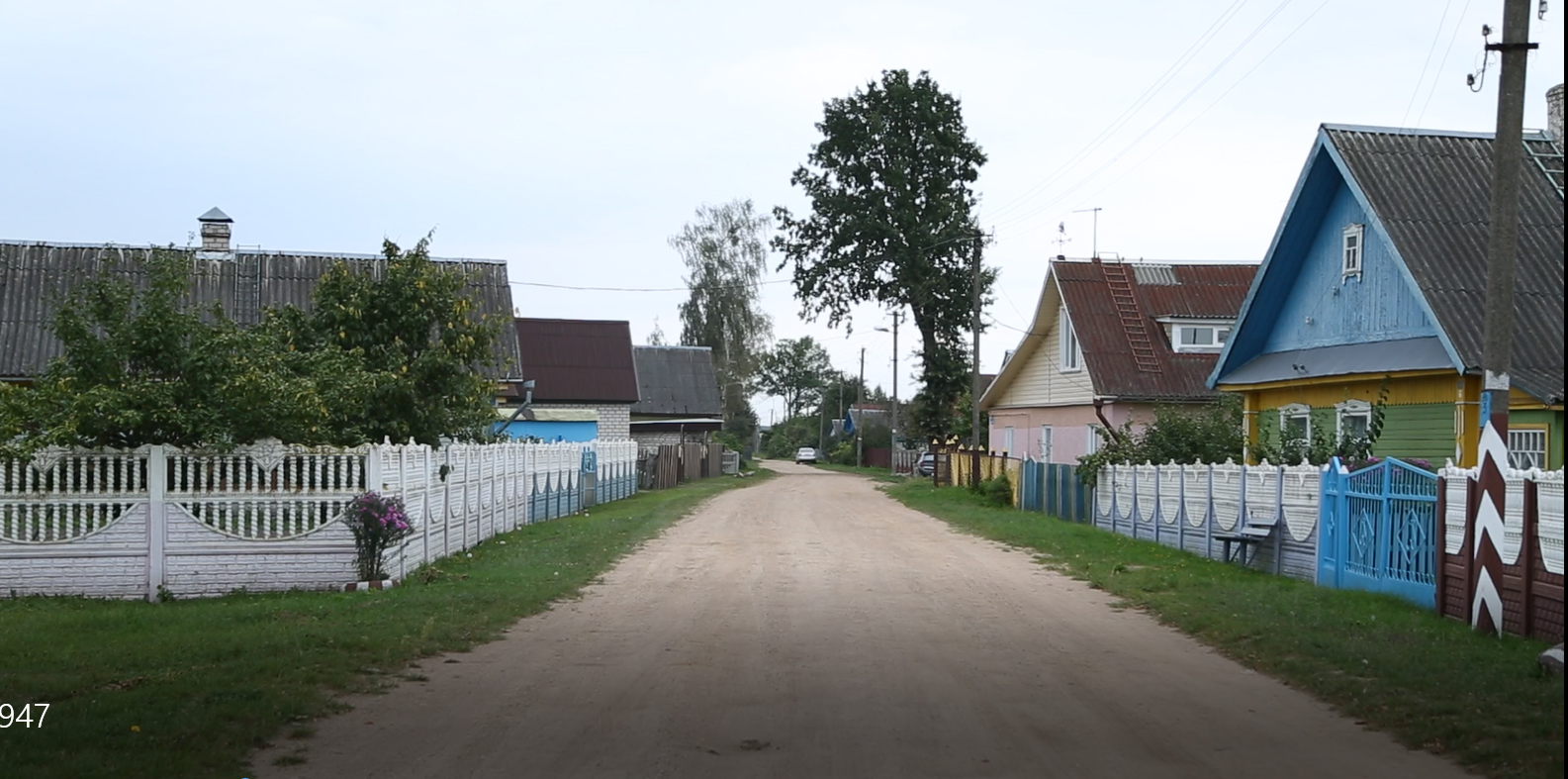

В ВКЛ с 1588 года как собственность Криштофа Радзивилла, называлось Ракошицы (Rakoszyce) . С 1588 там проживали оседлые татары Гамбулатовичи, которым были пожалованы эти земли самим князем Криштофом Миколаевичем Радзивиллом, о чем тоже упоминается в летописях о татарах, поселившихся в Ракошицах.
В 1740 году принадлежали Ржевусскому, позже деревней владел Артюр Машевский. В 1777 году фольварк были в составе Койдановского графства, владение Радзивиллов. Граф Эмерик Чапский выкупил деревню у Машевского и присоединил её к Станьковскому ключу. После второго раздела Речи Посполитой (1793) в составе Российской империи, в составе имения Зубревичи. Через имение протекали Реки Перетута и Сенуха. В 1828 году состоялась свадьба  князя Людвига Витгенштейна, сына русского фельдмаршала графа Петра Витгенштейна со Стефанией Радзивилл, владелицей огромных территорий современной Литвы и Беларуси. Управляли владениями Стефании Радзивилл опекуны - князь Любецкий и граф Грабовский. 
В 1909 году в Минском уезде Койдановской волости Минской губернии.
До 2013 года деревня входила в состав Семеновичского сельсовета.
С 2013 года входит в состав Нёманского сельсовета

## Население

### Численность
- 2019 год — 41 житель

### Динамика
- 1909 год — 672 жителя, 134 двора[2]
- 2009 год — 58 жителей (перепись населения)[2]
- 2019 год — 41 житель (перепись населения)

## Торговые объекты
Имеется магазин на ул. Центральной
Также имеется питомник растений

## Достопримечательность
- Памятник землякам